# Juan Manuel Fabra Vallés
Juan Manuel Fabra Vallés (* 4. Februar 1950 in Tortosa; † 14. April 2012) war ein spanischer Politiker der Partido Popular (PP).

## Leben
Fabra Vallés studierte Rechtswissenschaft an der Universidad Complutense Madrid. Zwischen 1982 und 1994 war er Abgeordneter im Congreso de los Diputados und von 1994 bis 2000 Mitglied des Europaparlaments. Seit März 2000 war er Vertreter Spaniens am Europäischen Rechnungshof (EuRH). Von Januar 2002 bis Januar 2005 war er gewählter Präsident des EuRH.